# ییژی چادک
ییژی چادک (چکی: Jiří Čadek؛ زادهٔ ۷ دسامبر ۱۹۳۵) یک بازیکن فوتبال اهل چکسلواکی است.

## باشگاهی
از باشگاه‌هایی که در آن بازی کرده‌است می‌توان به دوکلا پراگ اشاره کرد.

## تیم ملی
وی سابقه ۳ بازی در تیم ملی فوتبال چکسلواکی را در کارنامه دارد.